# Tadarida congica
Tadarida congica — вид кажанів родини молосових.

## Середовище проживання
Цей вид був нерівномірно записаний в Центральній Африці (Камерун, Демократична Республіка Конго, Уганда). Живе в тропічних низинних вологих лісах.

## Стиль життя
Зазвичай спочиває у дуплах дерев.